# Eustazy Borkowski

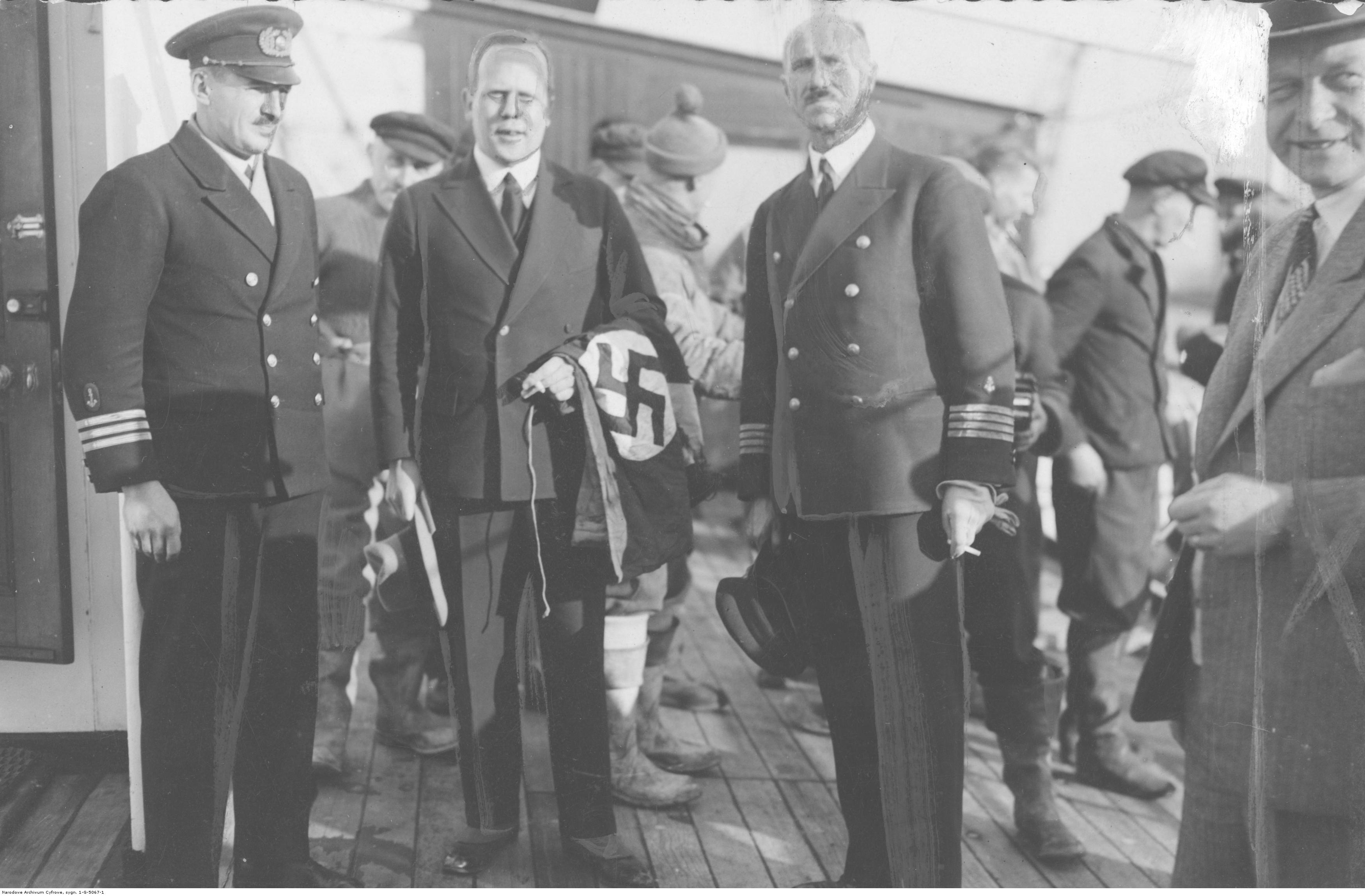
Konsul niemiecki w Toruniu von Hoops z banderą zatopionego trawlera „Horst Wessel”; z prawej stoi komendant statku "Kościuszko" kapitan Eustazy Borkowski

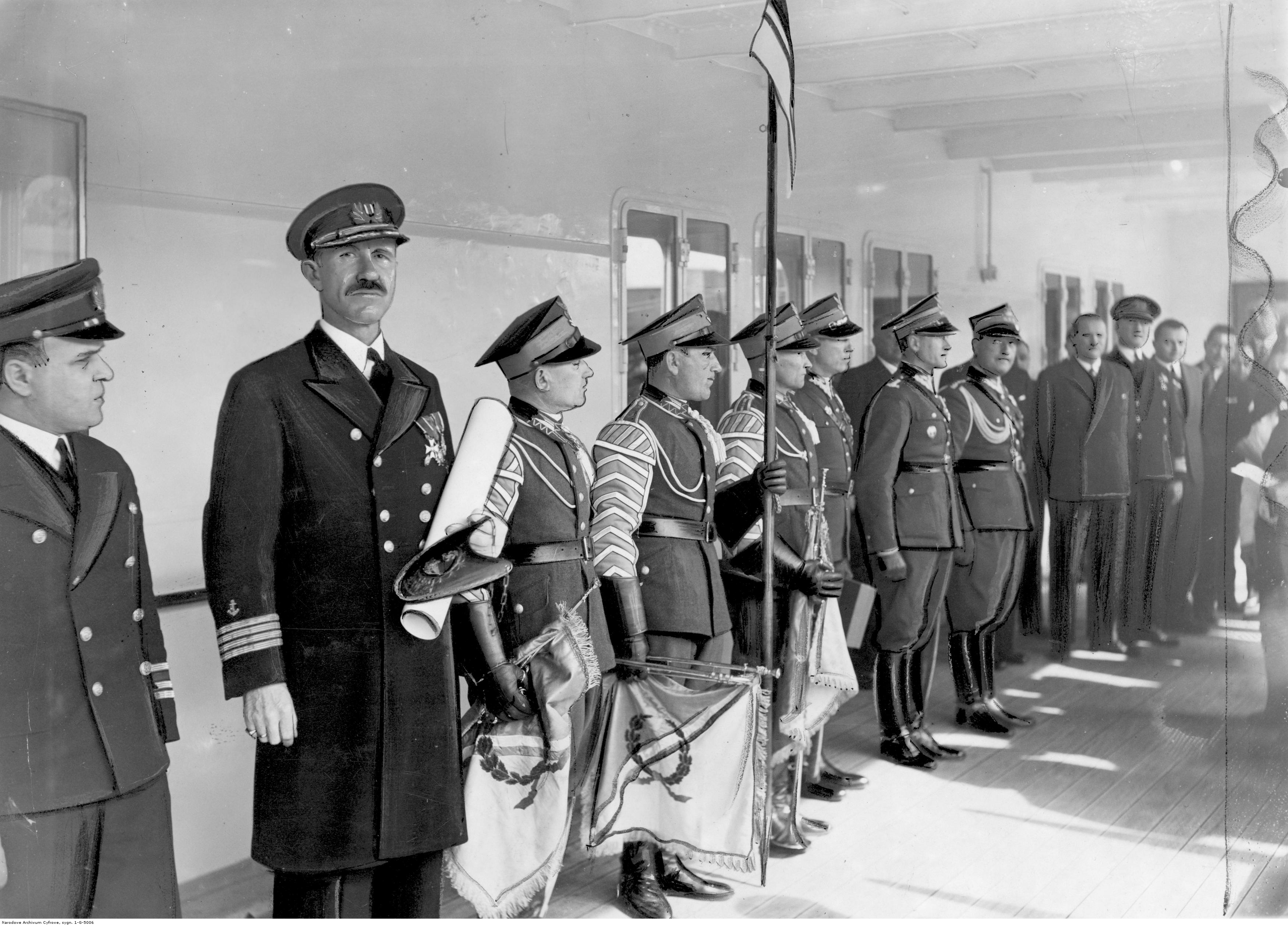
Uroczystość wręczenia kapitanowi Eustazemu Borkowskiemu odznaki 27 pułku ułanów dla statku m/s "Batory"

Eustazy Borkowski (ur. 12 marca 1887 w Warszawie, zm. 9 maja 1960 w Nowym Jorku) – kapitan żeglugi wielkiej, dowodzący polskimi transatlantykami w dwudziestoleciu międzywojennym.
Kapitan Borkowski to postać barwna, owiana legendami kreowanymi przez siebie i swoją załogę, a utrwalonymi przez Karola Borchardta w książce Szaman morski, której jest tytułowym bohaterem.

## Życiorys
W jego życiorysie jest wiele niejasności. Wiadomo, że urodził się w Warszawie oraz że mając 14 lat, porzuciwszy gimnazjum wyjechał nad morze (dokąd dokładnie – nie wiadomo). Pracował jako chłopiec okrętowy, uczył się w szkole morskiej w Rydze. Następnie, po jej ukończeniu, został oficerem w rosyjskiej marynarce handlowej. Po I wojnie światowej przez 10 lat był właścicielem i kierowcą taksówki w Paryżu.
Do Polski powrócił w 1929 i został od razu kapitanem na polskim parowcu pasażerskim „SS Premjer” należącym do «Polbrytu». Pracował w «Polskim Transatlantyckim Towarzystwie Okrętowym» i w «Gdynia–Ameryka Linie Żeglugowe» jako kapitan statków pasażerskich: od 1931 był kapitanem „SS Kościuszko” (na którym pływał najdłużej i z którym był najbardziej związany), następnie „SS Pułaski”, „MS Piłsudski” (zastępował na nim chorego kpt. Mamerta Stankiewicza) i bliźniaczego „MS Batory”, którego kapitanem został wyznaczony jeszcze przed przejęciem statku przez armatora i dowodził nim nieprzerwanie do września 1939 roku. W kwietniu 1937 obchodził jubileusz 100 podróży morskich.
Znany był jako poliglota (mówił kilkunastoma językami) i doskonały mówca, co sprawiało, że był niezwykle popularny wśród pasażerów.
14 listopada 1933 roku przeprowadził jako kapitan „Kościuszki” udaną akcję ratowania rozbitków z niemieckiego trawlera „Horst Wessel” i podjął nawet próbę holowania i uratowania samego statku, której jednak zaniechał po zerwaniu holu, z uwagi na zagrożenie dla własnej załogi. W listopadzie 1934 roku tym samym statkiem przewiózł do Polski z Halifaksu w Kanadzie cztery bizony – dar Polonii kanadyjskiej dla prezydenta RP Ignacego Mościckiego. Dały one początek obecnego Ośrodka Hodowli Żubrów w Smardzewicach.
Wybuch II wojny światowej zastał go wraz z „MS Batory” w Nowym Jorku. Kapitan wygłosił wówczas kilka publicznych wypowiedzi, które – po części wskutek nieścisłych relacji prasy amerykańskiej i nieporozumień językowych – zaniepokoiły zdenerwowaną wybuchem wojny załogę. W związku z tym dyrekcja «GAL» odwołała go z dowództwa „Batorego”. Kapitan pozostał w Hoboken w USA i rozpoczął pływanie na statkach amerykańskich; nie wrócił już do polskiej floty. Po wojnie również nie wrócił do kraju, w którym nie miał rodziny – jego żona zmarła w Gdyni w czasie okupacji, a dzieci nie miał.
Żył 73 lata, zmarł w nowojorskiej dzielnicy Staten Island. Pochowany w East Hanover w stanie New Jersey.

## Ordery i odznaczenia
- Złoty Krzyż Zasługi (dwukrotnie: 28 czerwca 1934[2], 11 listopada 1937[3])